# Genevieve Hannelius
Genevieve Hannelius, aussi connue sous le nom de G. Hannelius, est une actrice américaine née le 22 décembre 1998 à Boston (Massachusetts). Elle est notamment connue pour son rôle d'Emily Pearson dans le Disney Channel Original Movie- Bienvenue chez les scouts et celui d'Amy Little dans la série Leo Little's Big Show. 

Elle a joué le rôle de Dakota Condor dans Sonny, et un épisode dans Hannah Montana.
De 2012 à 2015 elle tient le rôle principal de Avery Jennings de la série de Disney Channel, Doggyblog aux côtés de Blake Michael et Francesca Capaldi.

## Biographie

### Enfance
Genevieve Hannelius est née à Boston, aux États-Unis. Sa mère est américaine et son père est suédois. Elle a déménagé dans le sud du Maine à l'âge d'un an. Elle commença à jouer à un très jeune âge. Ses rôles de théâtre comprennent Madeline et Jenny dans les queues des élèves de 4e dans le Children's Theater du Maine. Elle déménage en 2011 à Los Angeles (CA)dans le but d'entamer une carrière dans le cinéma.

## Filmographie

### Cinéma
- 2009 : Black & Blue : Zoe
- 2010 : La Mission de Chien Noël (The Search of Santa Paws) : Janie
- 2011 : Spooky Buddies : Rosebud (Voix)
- 2012 : Les Chiots Noël - La Relève est Arrivée : Charity (Voix)
- 2017 : Le Dernier Jour de ma vie (Before I Fall) : Angel
- 2022 : En route pour l’avenir (Along for the Ride) : Leah
- 2023 : Sid Is Dead : Tiff Mann

### Télévision

#### Séries télévisées
- 2009 : Hannah Montana : Tiffany
- 2009 : Surviving Suburbia : Courtney Patterson (13 épisodes)
- 2009 : Rita Rocks : Brianna Boone (saison 2, 5 épisodes)
- 2009–2010 : Sonny (Sonny with a Chance) : Dakota Condor (6 épisodes)
- 2009–2010 : Leo Little's Big Show : Amy Little
- 2010–2011 : Bonne chance Charlie (Good Luck Charlie) : Jo Keener (4 épisodes)
- 2011 : I'm in the Band : Ma vie de rocker : Miss Dempsey
- 2011 : Love Bites : Maddy Tinelli
- 2012 : Madison High : Wednesday Malone
- 2012–2015 : Doggyblog : Avery Jennings (69 épisodes)
- 2014 : Jessie : Mackenzie
- 2014–2015 : Wander : Little Bits (voix, 2 épisodes)
- 2016 : Racines : Melissa Catherine "Missy" Waller
- 2016–2018 : Future-Worm! : Ruby / Hope Hopelius V (voix, 4 épisodes)
- 2018 : American Vandal : Christa Carlyle (7 épisodes)
- 2019 : Timeline : Marti (8 épisodes)

#### Téléfilms
- 2010 : Bienvenue chez les scouts (Den Brother) : Emily Pearson
- 2012 : Madison High : Wednesday Malone

## Discographie

### Singles
- 2011 : Staying Up All Night
- 2011 : Just Watch Me
- 2011 : Two In A Billion
- 2012 : Sun In My Hand
- 2012 : Paper Cut
- 2014 : Moonlight
- 2014 : Stay Away
- 2014 : 4:45
- 2014 : Friends Do (#Doggyblog)

## Voix francophones
Doublé en France
- Clara Quilichini dans 
  - La Mission de Chien Noël (2010)
  - Les Chiots Noël - La Relève est Arrivée (2012)
  - Les Copains super-héros (2013)

Voix non répertoriées
- Hannah Montana (2009)
- I'm in the Band : Ma vie de rocker (2011)
- Racines (2016)
- Le Dernier Jour de ma vie (2016)

Doublé en Belgique
- Aaricia Dubois (Belgique) dans 
  - Bienvenue chez les scouts (2010)
  - Bonne chance Charlie (2010-2011)

- Laetitia Liénart (Belgique) dans 
  - Doggyblog (2012-2015)
  - Jessie (2014)

- Helena Coppejans (Belgique) dans American Vandal (2018)

Voix non répertoriées
- Rita Rocks (2009)
- Sonny (2009-2010)

Doublé au Québec
- Gabrielle Thouin dans À la recherche du Chien Noël (2010)

Voix non répertoriées
- Le Dernier Jour de ma vie (2016)